# Tipula (Acutipula) centroproducta
Tipula (Acutipula) centroproducta is een tweevleugelige uit de familie langpootmuggen (Tipulidae). De soort komt voor in het Afrotropisch gebied.